# 富豪東方酒店

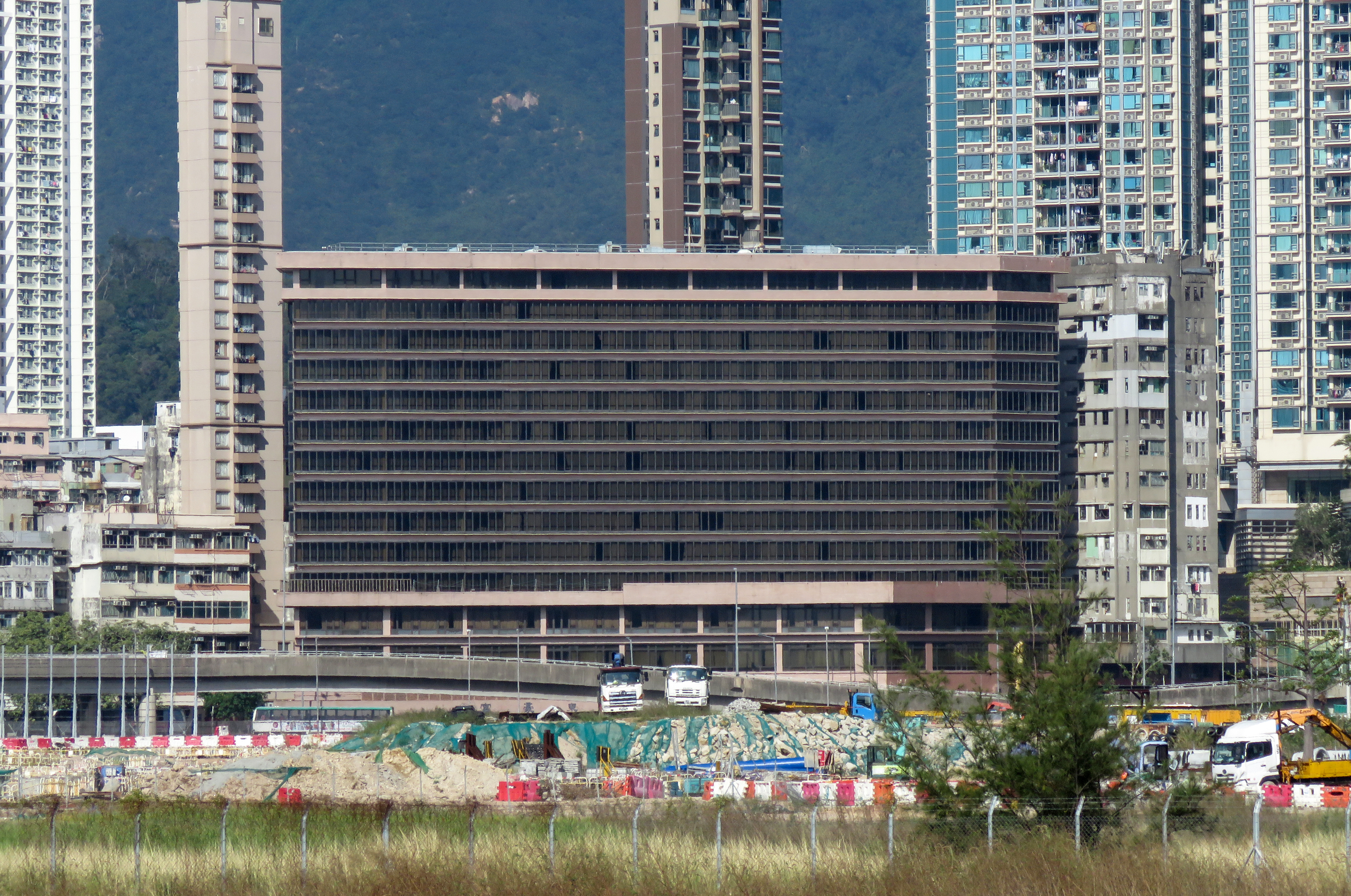
富豪東方酒店（2018年）

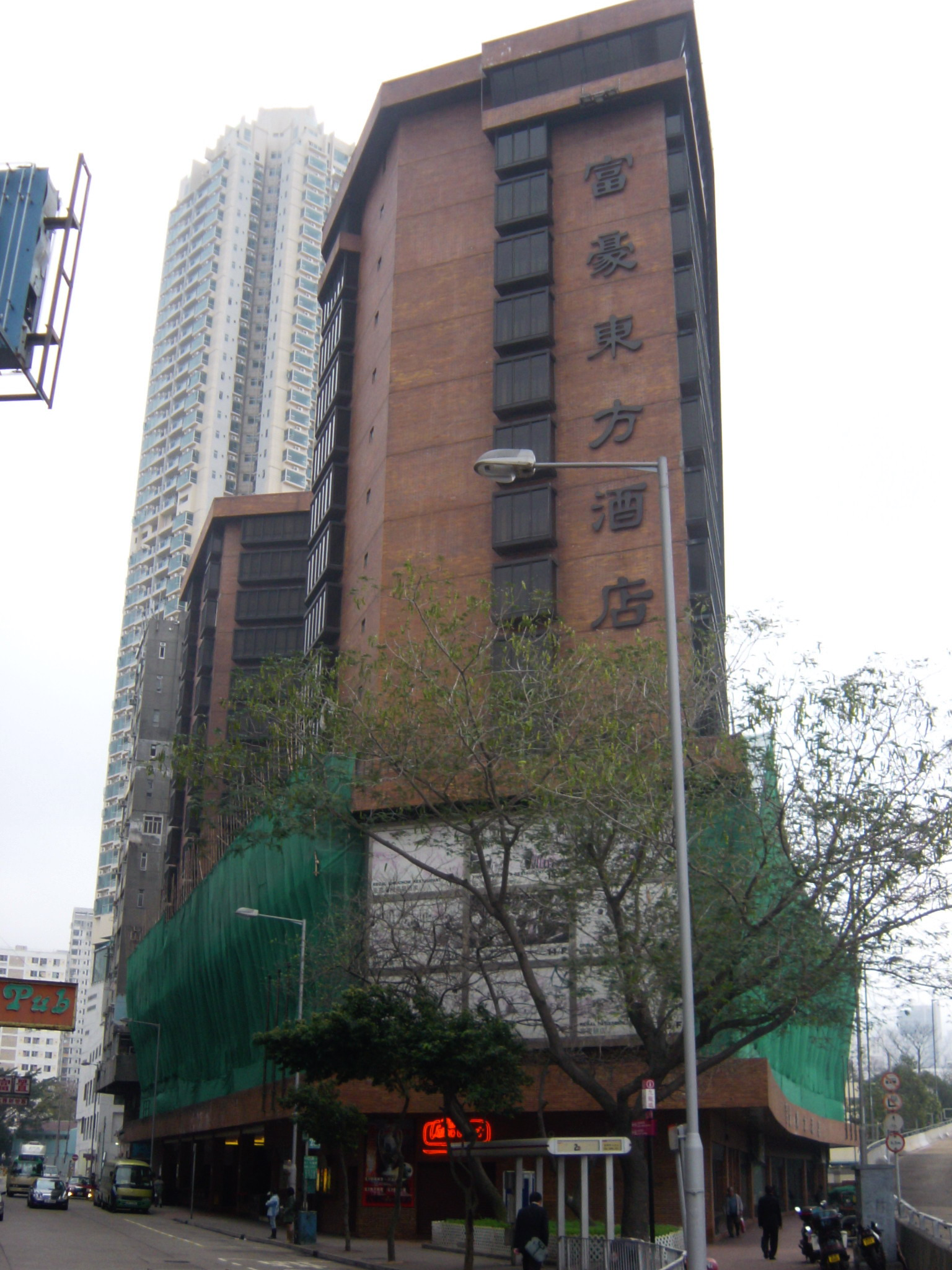
富豪東方酒店（從馬頭圍方向拍攝）

富豪東方酒店（英語：Regal Oriental Hotel），前稱富豪機場酒店、富豪啟德酒店，是香港一間4星級酒店，位於九龍九龍城沙浦道30號，面向太子道東、啟德發展區及啟德郵輪碼頭，承建商為協興建築有限公司。

## 歷史

昔日的富豪機場酒店有行人天橋連接啟德機場

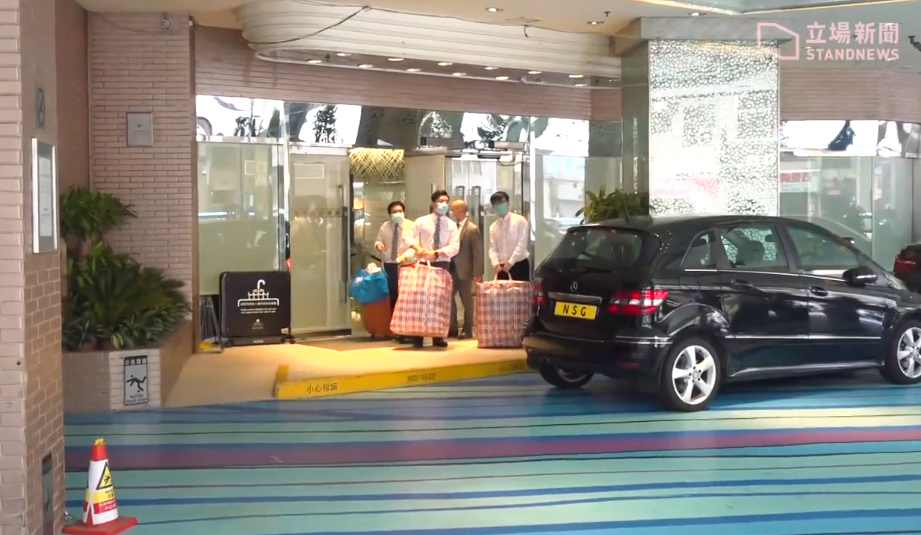
2020年4月20日富豪東方酒店被政府租用作「等候檢測結果中心」，酒店人員準備搬走物品

酒店於1982年落成，本來名為「富豪機場酒店」（Regal Airport Hotel），為離啟德機場最近的酒店，並曾加建了一道行人天橋從酒店連接啟德機場停車場及客運大樓。
1998年機場搬遷至大嶼山赤鱲角後，酒店曾易名為「富豪啟德酒店」（Regal Kai Tak Hotel），而新「富豪機場酒店」現在位於赤鱲角香港國際機場客運大樓側。
富豪東方酒店由富豪國際酒店集團興建及管理，其後再於2002年易名為現時的「富豪東方酒店」，亦曾是2009年東亞運動會的運動員酒店。
在2020年初，由於全球爆發2019冠狀病毒病疫情，酒店自4月20日起被政府租用作「等候檢測結果中心」3個月，讓需要通宵等待檢測結果的無病徵的抵港人士暫時留宿。大批住客早上突獲告知要搬離，要遷至其他酒店。時任九龍城區議會主席蕭亮聲批評政府事前沒諮詢區議會，擔心酒店接近民居的情況下會帶來感染風險。醫生兼公民黨時任立法會議員郭家麒批認為政府反應太慢，認為一早租用酒店檢疫便可減低社區爆發風險，同時質疑為何不租用機場附近的酒店。

## 概要
酒店共有400間隔音客房，18間套房，向東或向南的房間都能飽覽九龍灣海景和啟德兩旁的樓景，並設有多家餐廳、酒吧及商務中心等設施。
富豪東方酒店附近（打鼓嶺道休憩花園前）亦是九龍城區內的主要巴士站，供乘客換乘及轉車。

## 交通

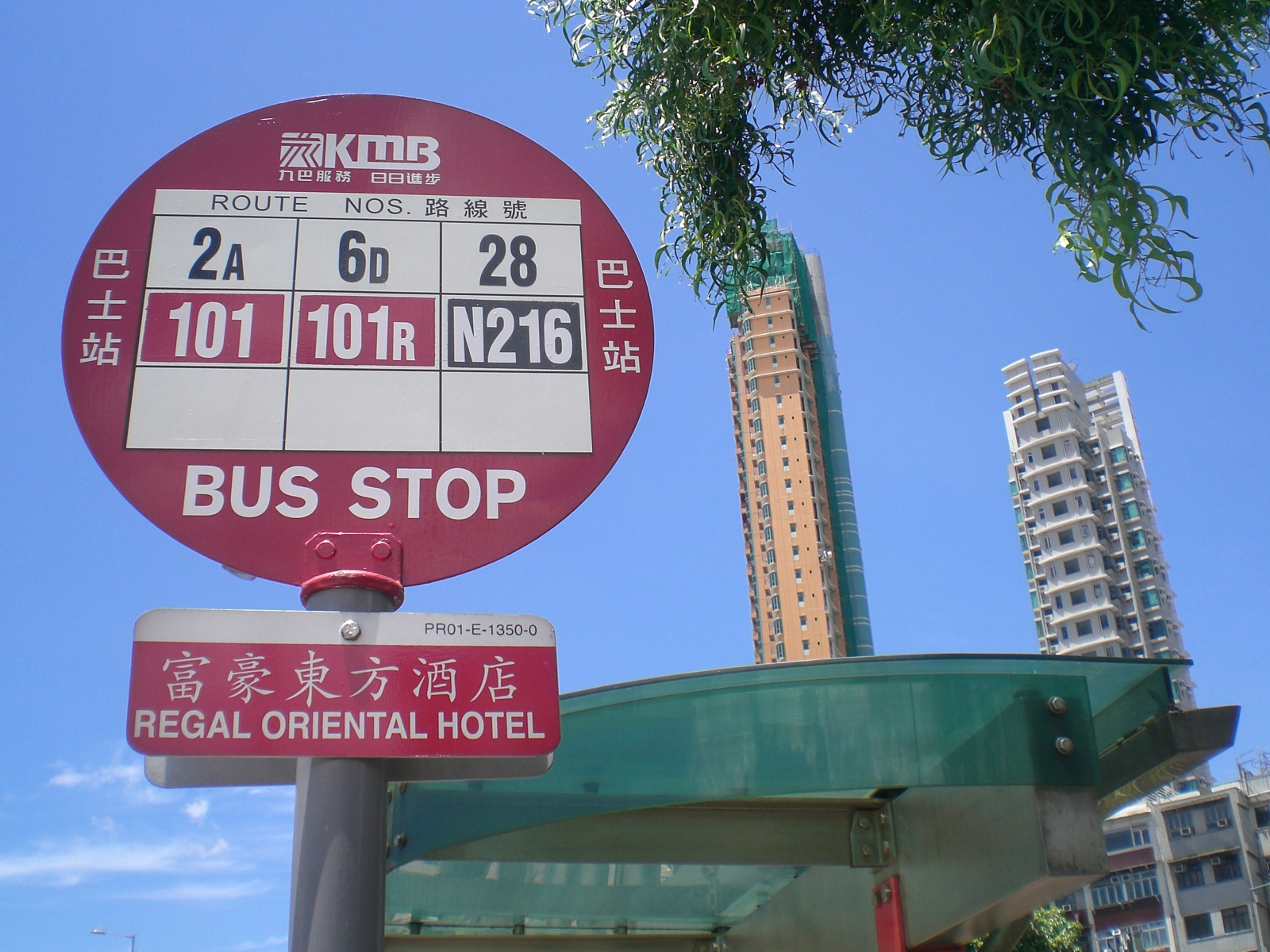
富豪東方酒店是九龍城主要巴士站停靠處

## 餐廳
- 富豪坊
- 視佳廊
- 華岸吧
- 富豪餅店
- 五洲餐廳
- 儷廊咖啡室

## 外部連結
- 富豪東方酒店 （页面存档备份，存于）
- 香港地方：舊機場客運大樓拆卸工程的酒店行人天橋 （页面存档备份，存于）